# Kemer (Burdur)
Kemer est une ville et un district de la province de Burdur dans la région méditerranéenne en Turquie.